# 金江波
金江波（1972年—），出生于中国浙江省玉环市，清华大学艺术学博士，是一位中国艺术家。现任上海大学上海美术学院副院长 、教授 、博士生导师，上海市第十三届政协常委。
担任中华艺术宫副馆长，中国民主促进会上海市委文化艺术委员会副主任，民进上海市委中青年联谊会副会长；为中国美术家协会美术教育艺术委员会委员，中国工业设计协会信息与交互设计专业委员会（IIDC）副主任、秘书长。

## 生平
1972年出生于浙江玉环；
1995年毕业于上海大学美术学院国画系；
2002年毕业于上海大学美术学院数码艺术研究专业，获文学硕士学位并留校任教；
2012年毕业于清华大学美术学院，获艺术学博士学位。